# 815
815(팔백십오)는 814보다 크고 816보다 작은 자연수다.

## 수학
- 합성수로, 그 약수는 1, 5, 163, 815다. 진약수의 합은 169이므로, 815는 부족수다.
  - 247번째 반소수다. 앞의 반소수는 813, 다음 반소수는 817이다.
- {\displaystyle 59^{6}-1}은 815로 나누어떨어진다.

## 과학
- NGC 815: 고래자리 방향에 있는 은하.

## 교통
- 수도권 전철 8호선 석촌역의 역번호.
- 815번 지방도: 전라남도 무안군 일로읍 월암리에서 함평군 함평읍 대덕리까지 이어지는 대한민국의 지방도.

## 문화유산
- 대한민국의 보물 제815호: 창덕궁 희정당

## 기타
- 날짜: 8월 15일
  - 1945년 8월 15일: 제2차 세계 대전의 종전일.
  - 한국의 광복일
  - 〈815〉: 온게임넷 스타리그에서 사용된 맵. 광복절 날짜에서 따왔다.
- 연도: 815년, 기원전 815년
- 815콜라
- 815: 대한민국의 가수 그룹.